# گنجشک برفی بلنفورد
گنجشک برفی بلنفورد (نام علمی: Montifringilla blanfordi) نام یک گونه از سرده گنجشک برفی است.